# Ambient marketing

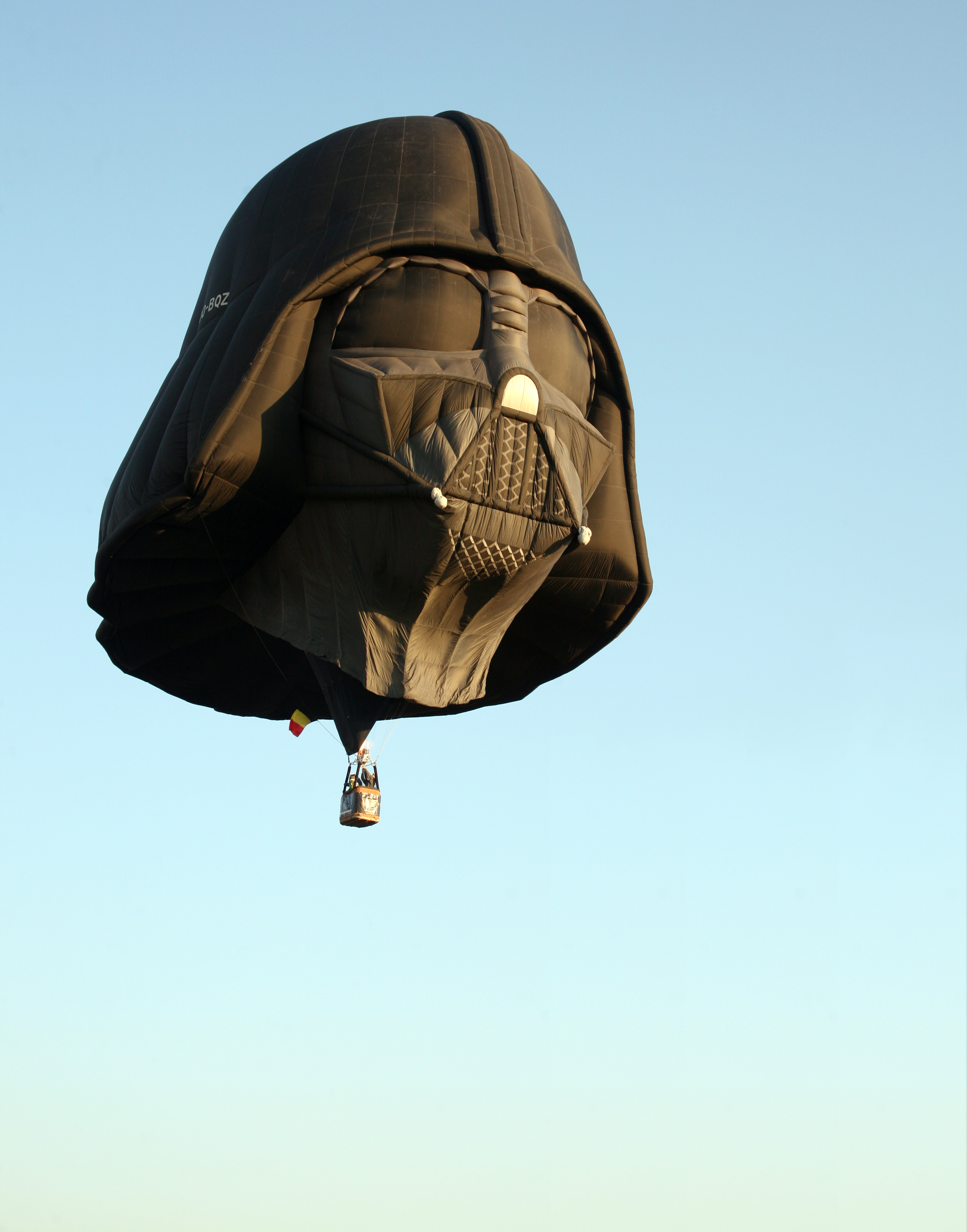
Esempio di ambient marketing: una mongolfiera con la testa di Dark Fener.

Fanno parte dell'ambient marketing le campagne pubblicitarie definite come "non tradizionali o alternativi". Ne sono un esempio i messaggi sul retro delle ricevute dei parcheggi, sulle cinghie appese nei vagoni ferroviari, sui manifesti all'interno degli spogliatoi delle società sportive e sulle maniglie dei carrelli dei supermercati. Include anche tecniche come la proiezione di immagini enormi sui lati degli edifici o slogan sui sacchetti di gas delle mongolfiere.
L'ambient marketing in una scala più ampia definisce l'ambiente dei media e la comunicazione delle informazioni in ambienti ubiquitari e pervasivi. I suoi principi sono manifestazione, morphing, intelligenza ed esperienza e sono stati definiti da Artur Lugmayr e i suoi modelli di business sono descritti in Strumenti e applicazioni multimediali.
La pubblicità "ambientale", come per molte agenzie pubblicitarie, si riferisce anche alla pubblicità in luoghi in cui le persone trascorrono più tempo. Questi includono centri commerciali, multiplex, caffetterie, palestre, circoli sportivi, parchi di divertimento, ecc. Questi formati pubblicitari possono essere statici, digitali o esperienziali. La pubblicità ambientale utilizza il "tempo di permanenza del consumatore" come intuizione fondamentale alla base della pubblicità in questi luoghi. Si ritiene che rispetto alla tradizionale pubblicità esterna dei cartelloni pubblicitari, la pubblicità ambientale dia spazio a un maggiore coinvolgimento del consumatore per l'annuncio, oltre a promuovere una comunicazione contestualmente pertinente per l'inserzionista.
Una delle agenzie trainanti era l'agenzia pubblicitaria Concord (Regno Unito).  La pubblicità sui "media ambientali" può essere utilizzata in combinazione con i media tradizionali o utilizzata in modo altrettanto efficace come attività a sé stante. La chiave per una campagna di ambient marketing di successo è scegliere il miglior formato mediatico disponibile e combinato con un messaggio efficace.
La pubblicità sui media ambientali è una nicchia di mercato per le agenzie pubblicitarie di superare i metodi tradizionali di pubblicità per attirare l'attenzione dei consumatori.

## Esempi[9][10]
- Grab Holdings Inc. ha realizzato un casco gigante in alcune città come punto di incontro per ciclisti e tassisti.
- Caffè Folgers ha realizzato una stampa di una tazza di caffè posta sopra i chiusini a New York City. Questa tazza è accompagnata dal payoff "Ehi, città che non dorme mai. Svegliati."
- Lay's in una metropolitana ha inserito un adesivo che simula una rottura sul soffitto da cui crescono patate con il payoff: "Le nostre patate sono coltivate più vicino di quanto si possa pensare".
- La Germania è la prima nazione in cui Nescafé ha deciso di mettere in contatto gli sconosciuti offrendo loro tazze di caffè gratis. Gli estranei sui lati opposti di una strada dovevano premere un pulsante "premi insieme" su un dispositivo Nescafé rosso per connettersi e prendere una tazza di caffè caldo.
- Oldtimer davanti all'entrata di un tunnel ha realizzato un cartellone gigante con un volto di donna la cui bocca aperta coincide con l'entrata.
- Rimmel ha creato un'installazione di smalto per unghie gigante in mezzo a una città.
- BIC ha realizzato un enorme rasoio in mezzo a un campo d'erba in parte tagliata che simula una depilazione.
- Kit Kat ha creato una panchina che simula barrette di cioccolato
- Mastro Lindo ha utilizzato la sua mascotte sulle strisce pedonali per rafforzare l'idea che renda i panni più bianchi dei concorrenti.
- Samsung consente di ricaricare i propri smartphone in attesa del bus a Singapore.
- Una fermata dell’autobus di Chicago fu arredata dal brand Absolut Vodka per rafforzare lo slogan Absolut Bloody.
- Sempre a Chicago, Nespresso ha trasformato una pensilina in una gigantesca macchina del caffè.
- McDonald's ha creato delle personali strisce pedonali connesse al marchio, dipinte sulla strada, che fanno parte di un sacchetto di patatine fritte disegnato. L'azienda ha anche creato giganteschi sacchetti e bicchieri sparsi in città per pubblicizzare il proprio servizio da asporto.